# Un ami viendra ce soir
Pour plus de détails, voir Fiche technique et Distribution.
Un ami viendra ce soir est un film français réalisé par Raymond Bernard, sorti en 1946.

## Synopsis
Le commandant Gérard et sa troupe de maquisards ont déniché la planque idéale : une maison de santé dans les Alpes où, mêlés à des aliénés mentaux, se cachent également une jeune juive ainsi qu'un médecin suisse qui pourrait bien être un espion à la solde des Allemands…

## Fiche technique
- Réalisateur : Raymond Bernard
- Assistant réalisateur : Guy Lefranc
- D'après l'œuvre de : Yvan Noé, Jacques Companéez
- Scénario : Raymond Bernard, Jacques Companéez, Yvan Noé
- Chef opérateur : Robert Lefebvre
- Musique : Arthur Honegger
- Montage : Charlotte Guilbert
- Décors : Robert Gys
- Durée : 125 minutes
- Date de sortie :
  - France : 10 avril 1946

## Distribution
- Michel Simon : Michel Lemaret
- Madeleine Sologne : Hélène Asselin
- Paul Bernard : le Dr. Maurice Tiller
- Louis Salou : le commissaire Martin
- Saturnin Fabre : Philippe Prunier
- Marcel André : le Dr. Lestrade
- Yvette Andreyor : Béatrice
- Daniel Gélin : Pierre Ribault
- Lily Mounet : la baronne
- Cécilia Paroldi : Claire, la postière
- Howard Vernon : l'Anglais
- Jacques Clancy : Jacques, le pianiste
- Claude Lehmann : Dr. Pigaut
- Darling Légitimus
- Palmyre Levasseur

## Autour du film
Les scènes extérieures ont été tournées à Saint-Firmin dans les Hautes-Alpes, là où de réels affrontements ont eu lieu entre résistance et armée allemande. Certains figurants avaient par ailleurs participé à ces affrontements quelques mois avant le tournage[réf. nécessaire].